# Lithiofiliet
Het mineraal lithiofiliet is een lithiumhoudend fosfaat. De chemische formule is LiMnPO4. De typelocatie is in Fairfield County in Connecticut, waar het in 1878 ontdekt werd.
Lithiofiliet komt voor in pegmatieten, vaak samen met triphyliet (LiFePO4) dat dezelfde chemische samenstelling heeft, behalve dat het mangaan-II-ion vervangen is voor een ijzer-II-ion. De twee mineralen vormen een vaste mengreeks waarbij lithiofiliet het mangaanhoudende eindlid is en trifiliet het ijzerhoudende. Een mineraal met een samenstelling tussen de twee eindleden wordt sickleriet genoemd (Li(Mn,Fe)PO4).
Lithiofiliet wordt in pegmatieten verder geassocieerd (samen gevonden) met lepidoliet, beril, kwarts, albiet, amblygoniet en spodumeen. Het verweert makkelijk naar een aantal andere mangaanfosfaten en oxiden.